# Festung Weprik

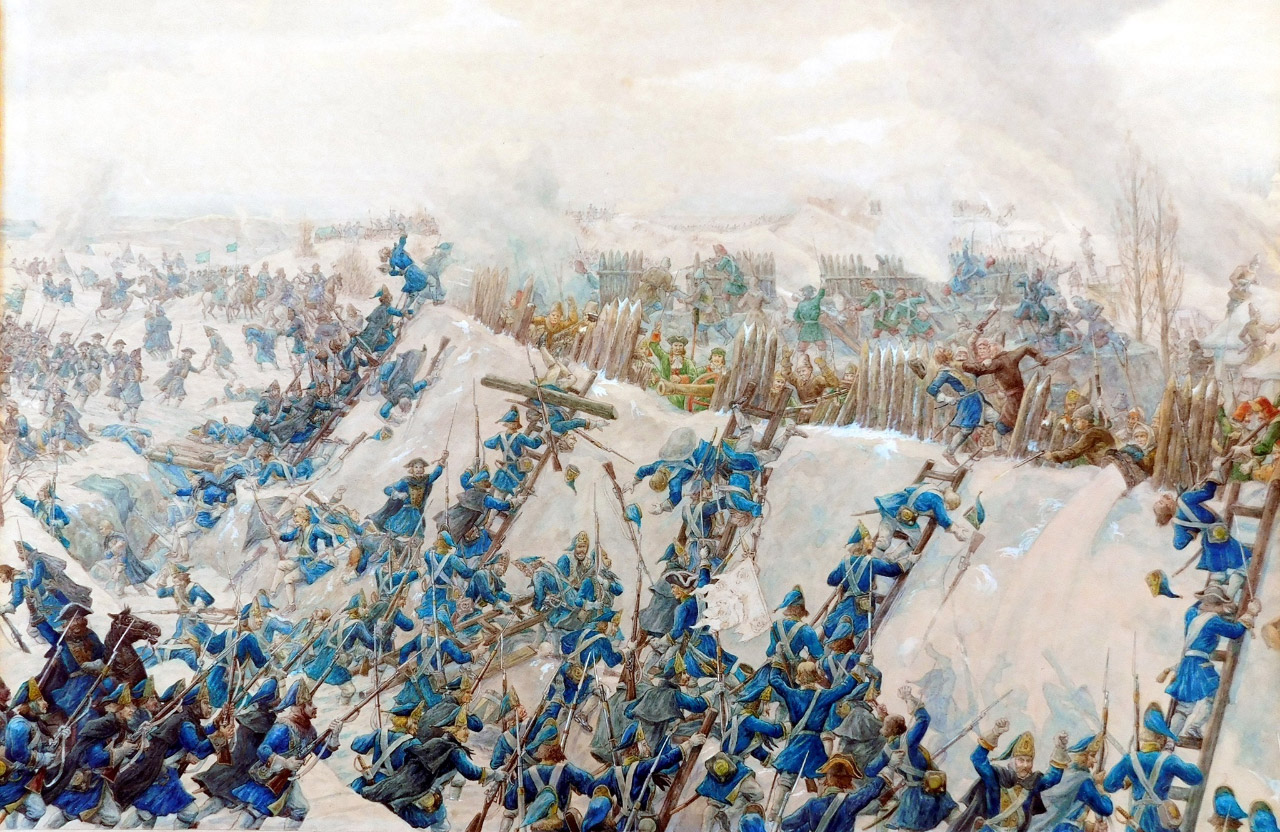
Belagerung und Erstürmung von Weprik

Die Festung Weprik war eine Befestigungsanlage der Kosaken im heutigen Wepryk in der Ukraine. Die Festung lag auf einem Hügel, 16 Kilometer östlich von Hadjatsch, in der heutigen Oblast Poltawa. Sie war gänzlich aus Holz gebaut, besaß einen Palisadenzaun, Erdwälle und einen Burggraben.

## Die Festung im Großen Nordischen Krieg
Die Festung diente um 1700 der russischen Armee als Stützpunkt gegen die schwedische Armee im Großen Nordischen Krieg.
Die Festung war in der Art einer Redoute angelegt, von viereckiger Form mit sehr groß dimensionierten Ausmaßen, welches die Verteidigung erschwerte. Die Festungsartillerie war nur gering an der Zahl. 1708 waren nur noch drei funktionsfähige Feldgeschütze in der Redoute. Die Verteidigungswälle waren 1708 in einem sehr schlechten Zustand und Bastionen waren nicht vorhanden. Ein Teil des Verteidigungswalles bestand nur aus einem aufgeworfenen Erdhügel, auf dem die Garnison 1708 aus Schanzkörben kleinere Brustwehren bauten. Im weiteren Umfeld, wo sich das Terrain verflachte, war eine durchgängige hölzerne Barrikade vorhanden. Der Graben um die Befestigung war sehr flach und im Dezember 1708 komplett mit Schnee gefüllt.
Die Festung wurde von der schwedischen Armee unter Karl XII. auf ihrem Russlandfeldzug im Winter 1709 angegriffen und unter hohen Verlusten schließlich erobert. Anschließend brannten die Schweden die Festung als auch das Dorf nieder.  